# Initiative populaire « pour une démocratie directe plus rapide »
L'initiative populaire « Pour une démocratie directe plus rapide » sous-titrée « Délai de traitement des initiatives populaires présentées sous forme de projet rédigé de toutes pièces », est une initiative populaire fédérale suisse, rejetée par le peuple et les cantons le 12 mars 2000.

## Contenu
L'initiative propose de modifier l'article 121 de la Constitution fédérale pour passer de 38 à 12 mois le délai maximum accordé aux autorités entre le dépôt d'une initiative populaire et sa votation ; dans le cas où un contre-projet est présenté, un délai supplémentaire facultatif d'un an pourrait cependant être accordé par le comité d'initiative.
Le texte complet de l'initiative peut être consulté sur le site de la Chancellerie fédérale.

## Déroulement

### Contexte historique
Depuis l'introduction, au niveau fédéral, de l'initiative populaire en 1891, la durée accordée aux autorités pour traiter une telle demande a passablement varié : tout d'abord fixée à une année par la loi fédérale du 27 janvier 1892, elle est portée à trois ans à compter du dépôt de l'initiative en 1950, le Conseil fédéral ayant exprimé son avis selon lequel la procédure de traitement demande plus de temps.
En 1962, la loi sur les rapports entre les conseils entre en vigueur. Cette loi fixe de nouveaux délais de deux ans pour le Conseil fédéral (avec la possibilité d'ajouter une année supplémentaire en cas de besoin), puis d'une année pour l'Assemblée fédérale. Une année facultative supplémentaire est également accordée à l'Assemblée fédérale le 14 mars 1974 dans le cas où celle-ci décide de présenter un contre-projet. En 1976, l'année facultative accordée sur demande au Conseil fédéral devient fixe, le délai total de traitement ordinaire augmentant ainsi la durée totale maximale de trois à quatre ans. Le 20 juin 1986, la répartition des délais pendant la période des quatre ans est revue, le Conseil fédéral disposant de deux ans pour préparer son message (30 mois au cas où un contre-projet est présenté), le reste étant dévolu au Parlement.
En 1989, une initiative « contre les manœuvres dilatoires dans le traitement des initiatives populaire » demande la réduction du délai total à deux ans ; cette initiative n'obtiendra cependant pas le nombre de signatures nécessaires pour aboutir. Enfin, le 21 juin 1996, la loi est à nouveau modifiée ramenant le délai total à 30 mois, dont une année est réservée au Conseil fédéral.
Malgré cette modification, le comité d'initiative mené par l'entreprise de distribution Denner juge ce délai trop long, dénonçant que « trop souvent, pour des raisons politiques et tactiques, des initiatives populaires dorment dans les tiroirs ». Ils lancent cette proposition afin de « mettre un terme à tous les agissements autour des initiatives populaires »

### Récolte des signatures et dépôt de l'initiative
La récolte des 100 000 signatures nécessaires débute le 12 août 1997. Le 5 décembre de la même année, l'initiative est déposée à la Chancellerie fédérale, qui constate son aboutissement le 16 janvier 1998.

### Discussions et recommandations des autorités
Le parlement et le Conseil fédéral recommandent tous deux le rejet de cette initiative. Dans son message aux Chambres fédérales, le Conseil fédéral juge les propositions de cette initiative « impraticables » : le délai d'une année pour élaborer le message du Conseil fédéral, mener le débat dans les deux Chambres parlementaires et organiser la votation « occasionnerait des difficultés pratiques considérables »
Les recommandations de vote des partis politiques sont les suivantes : 
| Parti politique              | Recommandation |
| ---------------------------- | -------------- |
| Démocrates suisses           | oui            |
| Parti chrétien-conservateur  | non            |
| Parti chrétien-social        | non            |
| Parti démocrate-chrétien     | non            |
| Parti évangélique            | non            |
| Parti libéral                | non            |
| Parti de la liberté          | oui            |
| Parti radical-démocratique   | non            |
| Parti socialiste             | non            |
| Parti suisse du travail      | non            |
| Union démocratique du centre | oui            |
| Union démocratique fédérale  | non            |
| Les Verts                    | non            |

### Votation
Soumise à la votation le 12 mars 2000, l'initiative est refusée par la totalité des 20 6/2 cantons et par 70,0 % des suffrages exprimés. Le tableau ci-dessous détaille les résultats par cantons pour ce vote :